# Maria Kalergis

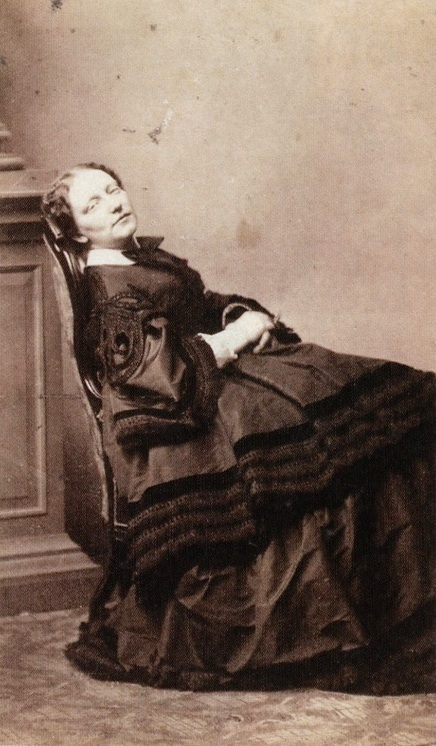
Maria Kalergis na fotografii Karola Beyera

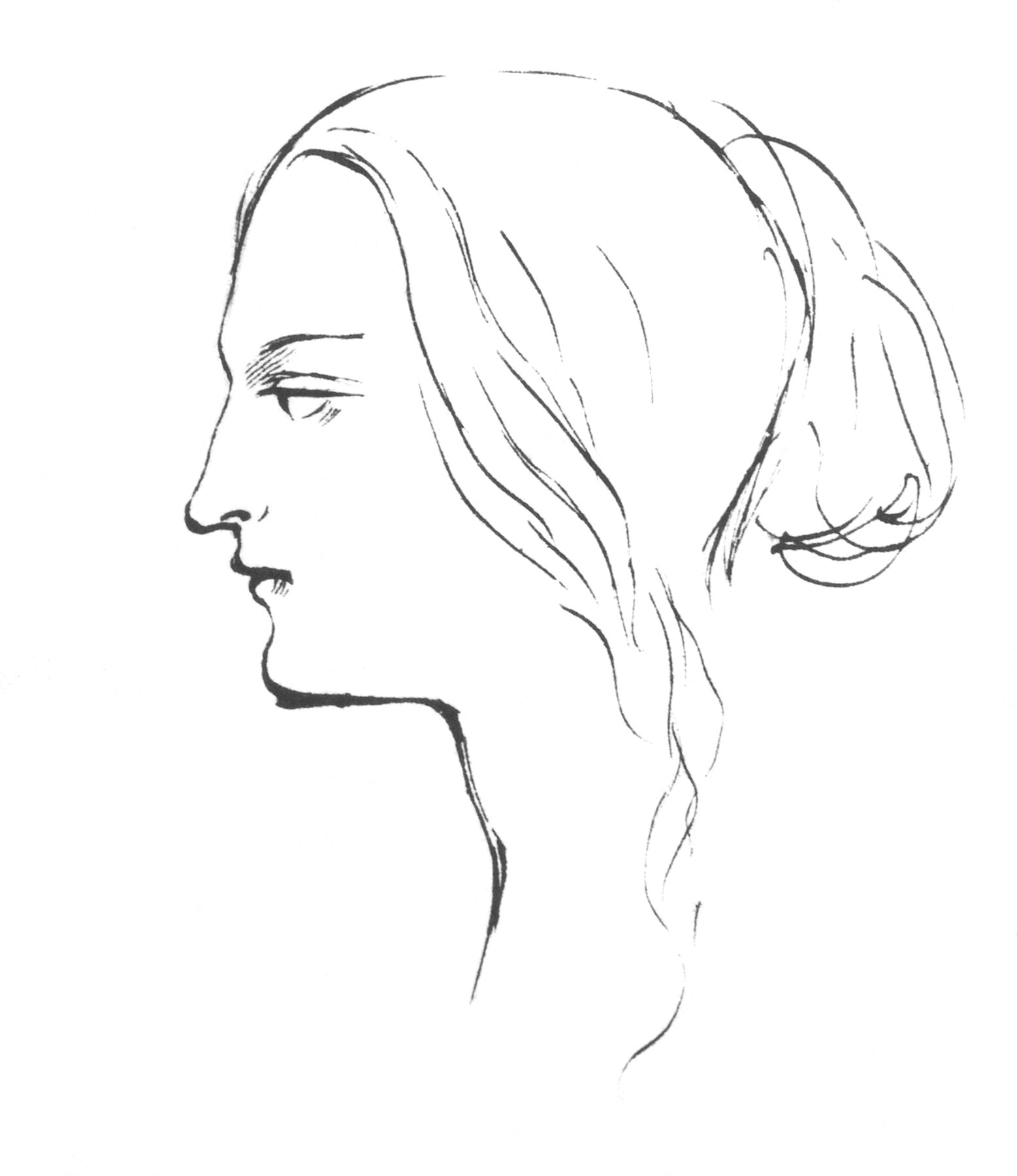
Maria Kalergis na rysunku Cypriana Kamila Norwida

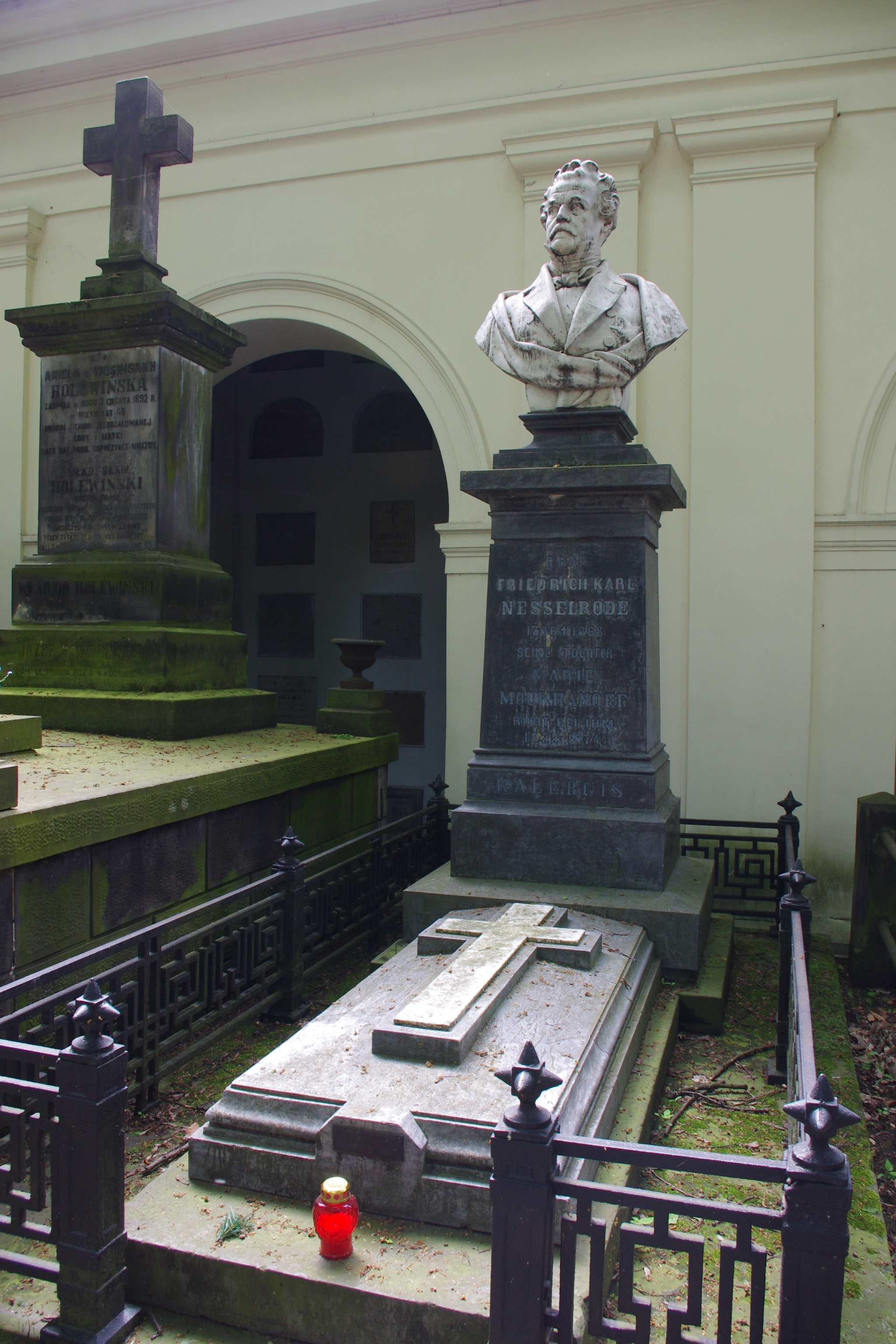
Grób generała-lejtnanta Fryderyka Karola Nesselrode i jego córki Marii Kalergis w Alei Katakumbowej na Starych Powązkach w Warszawie

Maria Kalergis, secundo voto Maria Kalergis-Muchanow (ur. 7 sierpnia 1822 w Warszawie, zm. 22 maja 1874 tamże) – hrabianka, polska pianistka i mecenaska sztuki.

## Życiorys
Była córką Fryderyka Karola Nesselrodego (1786–1868) i Tekli Nałęcz-Górskiej. Rok po narodzinach Marii jej rodzice rozstali się wskutek „niezgodności charakterów”. Od szóstego roku życia dziewczynka wychowywała się w domu krewnego ojca, Karola Roberta Nesselrodego, pełniącego przez blisko 40 lat urząd ministra spraw zagranicznych cesarstwa rosyjskiego. Otrzymała staranne wykształcenie, mogła też rozwijać zdolności muzyczne. Przez pewien czas pobierała lekcje u Fryderyka Chopina, który chwalił jej talent. Oprócz francuskiego, który w owych czasach był językiem salonów, i polskiego, którego nauczyła ją matka, znała niemiecki, angielski, włoski i rosyjski.
W wieku 16 lat Maria została wydana za mąż za dużo starszego Jana Kalergisa. Blisko rok po ślubie wspólnie podjęli decyzję o separacji. Mimo kilkakrotnie podejmowanych prób przełamania wzajemnej niechęci do śmierci Jana mieszkali osobno, nie przeprowadzając formalnego rozwodu.
W pamięci potomnych artystka zapisała się głównie jako wielka miłość Cypriana Kamila Norwida (poeta sportretował ją jako Klaudię w Nocy tysiącznej drugiej, Palmyrę w Hrabinie Palmyrze, Lię w Za kulisami i Hrabinę Harrys w Pierścieniu Wielkiej Damy). Dla niej znajomość z młodym poetą była jednym z wielu epizodów bardzo aktywnego życia towarzyskiego. On – nieśmiały i subtelny – usuwał się w cień innych adoratorów pięknej księżnej. Przez wiele lat darzył ją uczuciem, które inspirowało jego twórczość. Ze swoich uczuć zwierzał się w listach do Marii Trębickiej, córki gen. Stanisława Trębickiego, po mężu później Faleńskiej, bliskiej przyjaciółce „białej syreny”. Zachęcony życzliwością powiernicy oświadczył się jej, ale nie został przyjęty.
Od 1847 przebywała w Paryżu, a od 1857 roku znów w Warszawie. W jej salonach gościli m.in. Liszt, Wagner, de Musset, Moniuszko, Gautier, Heine (poświęcił jej poemat Biały słoń), Chopin. Jako mecenaska artystów, brała czynny udział w koncertach dobroczynnych i przedstawieniach teatralnych, z których dochód przeznaczony był dla ubogich. Miała zawsze otwartą sakiewkę dla potrzebujących, znana była w tej mierze wręcz z rozrzutności. Kiedy Stanisław Moniuszko chciał wystawić Halkę na scenie opery warszawskiej, spotkał się ze sprzeciwem ze strony dyrektora Siergieja Muchanowa, późniejszego męża Marii. Przedsięwzięcie udało się dzięki interwencji Marii. W 1858 roku, trzy miesiące po premierze dzieła, również z jej inicjatywy zorganizowano koncert na rzecz Moniuszki, który miał wówczas kłopoty finansowe. Zebrane pieniądze – 25 tysięcy złotych polskich – pozwoliły kompozytorowi na zaspokojenie podstawowych potrzeb oraz na wymarzoną podróż za granicę. Dzięki temu koncertowi uzyskał też poparcie najwyższych dygnitarzy rosyjskich w Warszawie.
Maria Kalergis wywarła istotny wpływ na rozwój kultury muzycznej w Warszawie. Przyczyniła się do otwarcia Instytutu Muzycznego w Warszawie (późniejszego Konserwatorium), była współzałożycielką (m.in. obok Stanisława Moniuszki) warszawskiego Towarzystwa Muzycznego, zawiązku późniejszej Filharmonii Warszawskiej.
Jan Kalergis zapewnił Marii dostatnie życie. Po rozstaniu z nim miała do swojej dyspozycji spory jak na owe czasy majątek, umożliwiający jej podróżowanie po całej Europie (mieszkała m.in. w Petersburgu, Warszawie, Paryżu, Baden-Baden). W latach 1857–1871 wielokrotnie występowała jako pianistka.
Po śmierci męża w 1863 roku wyszła za mąż za młodszego od niej o 10 lat Siergieja Muchanowa, dyrektora rządowych teatrów warszawskich. Był on przy niej w ciężkich chwilach choroby i z oddaniem pielęgnował ją do ostatnich dni. Najprawdopodobniej wtedy, czując nadchodzący kres życia, Maria zniszczyła posiadaną korespondencję. Zachowały się natomiast listy pisane przez nią do córki, zięcia, przyjaciół. Pozwalają one zrekonstruować wiele faktów dotyczących jej biografii, są również źródłem wiedzy o epoce. Pochowana została na cmentarzu Powązkowskim (Aleja Katakumbowa, grób 20/21). Wnuk Marii Kalergis, hr. Jan Henryk Maria Coudenhove, rozszerzył za zezwoleniem cesarza Franciszka Józefa nazwisko na Coudenhove-Calergi. Żonaty był z Japonką Mitsu Aoyama. Ich syn, hr. Richard Coudenhove-Kalergi, założył w roku 1923 Unię Paneuropejską.